# Catiuscia Marini
Catiuscia Marini (ur. 25 września 1967 w Todi) – włoska polityk, była eurodeputowana, prezydent Umbrii (2010–2019).

## Życiorys
Ukończyła studia z zakresu nauk politycznych na Uniwersytecie w Perugii. Pracowała jako badacz na Uniwersytecie w Perugii. Działała w organizacjach młodzieżowych, w 1998 wstąpiła do Demokratów Lewicy, z którymi w 2007 przystąpiła do Partii Demokratycznej.
Od 1998 do 2007 zajmowała stanowisko burmistrza Todi. Była także przewodniczącą regionalnego związku gmin (Associazione Nazionale Comuni Italiani, ANCI). W maju 2008 objęła wakujący mandat posłanki do Parlamentu Europejskiego. Była członkinią grupy socjalistycznej oraz Komisji Rynku Wewnętrznego i Ochrony Konsumentów. W PE zasiadała do lipca 2009.
W wyborach regionalnych w 2010 została wybrana urząd prezydenta Umbrii. W 2015 z powodzeniem ubiegała się o reelekcję. W kwietniu 2019 zapowiedziała rezygnację, doszło do tego po objęciu jej postępowaniem dotyczącym nadużyć; zakończyła urzędowanie w kolejnym miesiącu.